# Stazione di Deiva Marina
Stazione di Deiva Marina vasútállomás Olaszországban, Deiva Marina településen.

## Vasútvonalak
Az állomást az alábbi vasútvonalak érintik:
- Pisa–La Spezia–Genova-vasútvonal

## Kapcsolódó állomások
A vasútállomáshoz az alábbi állomások vannak a legközelebb:
- Stazione di Moneglia
- Stazione di Framura